# Хлебная площадь (Тбилиси)
Хлебная площадь (груз. პურის მოედანი, Пурис моэдани) — маленькая (30х10 м) площадь в Тбилиси, в историческом районе Старый город.
К площади сходятся улицы Иерусалимская, Ладо Асатиани, Григория Хандзтели, Або Тбилели, Бетлеми.
Название площади — один из городских топонимов, сохранившихся со старых времён, популярный туристический маршрут (в частности, для пользующихся автомобилем), место встреч. Выходящие на площадь здания приписаны к близ лежащим улицам. Название «Хлебная площадь» («Пурис Моедани») носит ресторан в Тбилиси.

## История
Одна из старейших площадей города, район площади обозначен на плане царевича Вахушти 1735 года.
Вся ранняя историческая застройка улицы (на плане царевича Вахушти район улицы плотно застроен) была разрушена во время нашествия Ага Магомет хана (1795), жители перебиты, угнаны в рабство, рассеяны по другим местам. Жизнь возрождалась уже в середине XIX — начале XX века, после вхождения Грузии в состав Российской империи (1805). Многие исторически значимые здания так и не были восстановлены, в частности находившаяся на Хлебной площади мечеть
В одном из домов на площади в 1907 году скрывался совершивший ограбление банка легендарный Камо
На Хлебной площади съёмочная группа фильма «Не горюй!» нашла мальчишку — исполнителя роли Варлама